# Toni Bou
Antoni Bou i Mena (Piera, 17 ottobre 1986) è un pilota motociclistico spagnolo, vincitore, fino al 2025, di 37 titoli mondiali nel trial.

## Carriera
Antoni Bou, conosciuto anche come Toni Bou, ha iniziato la carriera nelle competizioni nazionali: dal 1999 al 2003 è stato Campione catalano categoria Cadetti e due volte campione spagnolo di trial (Junior e Senior).
Ha ottenuto i suoi primi successi internazionali nel trial vincendo il titolo europeo juniores nel 2002; il titolo verrà bissato anche l'anno successivo, questa volta tra i senior.
Correndo nel mondiale di trial dapprima per la Betamotor ed in seguito per la Montesa-Honda Repsol HRC, ha in seguito vinto 30 campionati mondiali consecutivi tra outdoor e indoor dal 2007 al 2021. I suoi principali avversari sono Albert Cabestany ed Adam Raga, anche loro catalani.
Ai titoli individuali vanno aggiunti quelli ottenuti con la squadra nazionale spagnola al Trial delle Nazioni, 17 consecutivi tra il 2005 e il 2021.
Bou è il pilota di trial più vincente di tutti i tempi, davanti al britannico Dougie Lampkin (7 titoli outdoor e 5 titoli indoor) e al connazionale Jordi Tarrés (7 titoli outdoor).